# سيزار كوندي
سيزار كوندي هو فنان فلبيني، ولد في 23 سبتمبر 1963 في الفلبين.